# Gregorian
Gregorian – męski chór pochodzący z Niemiec, w którego skład wchodzą muzycy sesyjni. Zespół powstał z inicjatywy producenta muzycznego z Hamburga, Franka Petersona.

## Historia zespołu

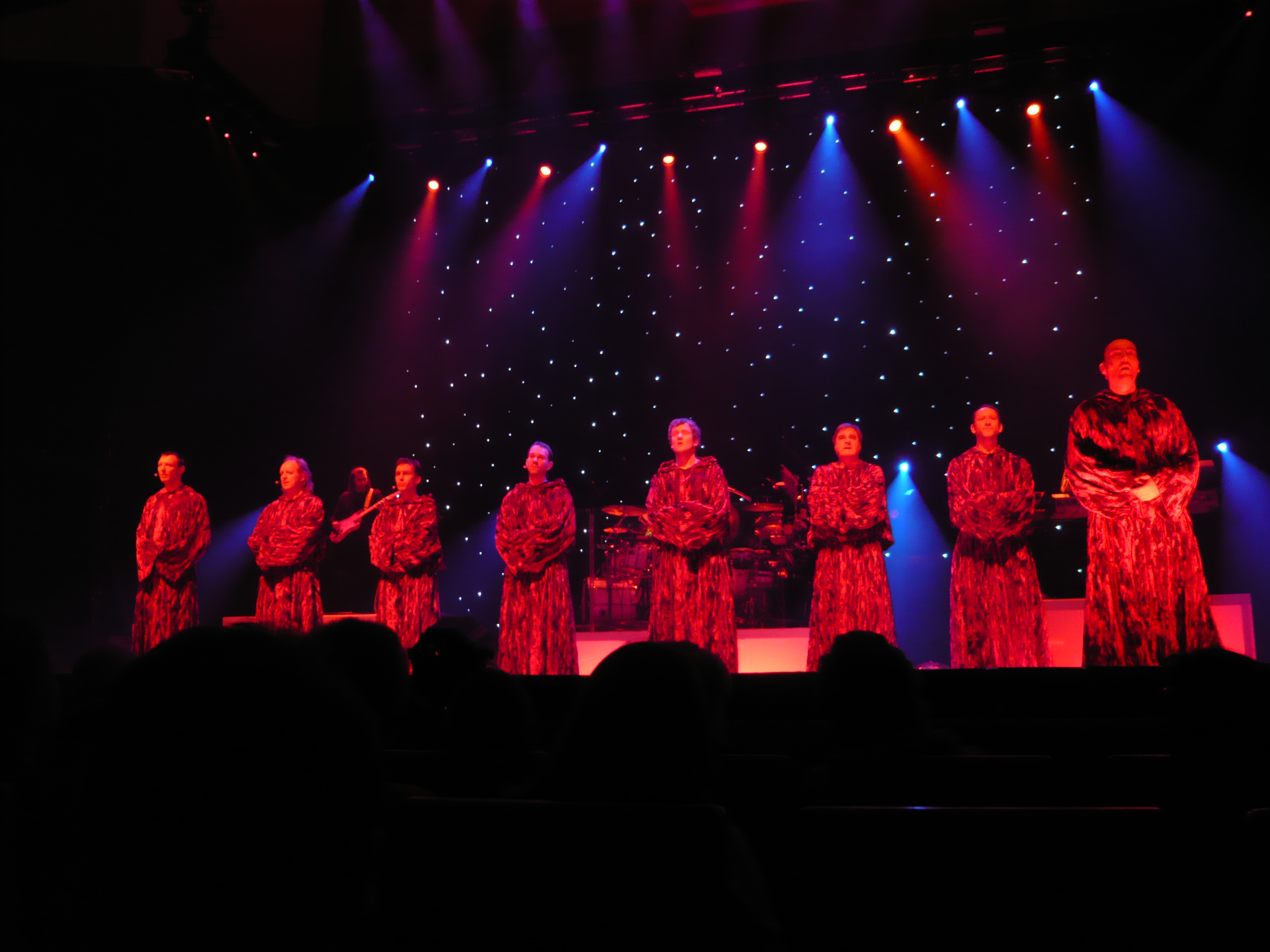
Chór podczas koncertu

Wydana w 1991 roku płyta Sadisfaction, będąca powodem konfliktu między Frankiem Petersenem a menadżerem Enigmy Michaelem Cretu, nie odniosła sukcesu komercyjnego. Dopiero wydany w 2000 album Masters of Chant przyniósł zespołowi międzynarodowy sukces w sprzedaży płyt. Dwie pierwsze części Gregorian – Masters of Chant zostały sprzedane – każda w ponad milionie egzemplarzy i uzyskały status złotej płyty w wielu krajach, m.in. w Niemczech, Belgii i Australii.
Utwory grupy utrzymane są w spokojnym i nieco popowym klimacie. Wyjątkiem był album The Dark Side z 2004 roku, na którym znalazły się rockowe utwory. Kolejnym odejściem od popowego stylu była wydana w 2006 roku płyta Christmas Chants, na której znalazły się kolędy.
Przy nagrywaniu utworów Gregorianie stosują wyłącznie siedem tonów.
Nazwa zespołu odnosi się do charakterystycznego sposobu śpiewania, stylizowanego na chorał gregoriański.

## Skład zespołu
- Chór męski w składzie: Lawrence White, Dan Hoadley, David Porter-Thomas, John Clucas, Robert Fardell, Christopher Tickner, Gerard O’Beirne, Richard Naxton, Matthew Minter;
- perkusja: Roland Peil;
- instrumenty klawiszowe/dyrektor muzyczny: Jan-Eric Kohrs;
- gitary: Gunther Laudahn;
- głosów na płytach użyczają także: Amelia Brightman, Sarah Brightman, Susana Espelleta, Carolin Fortenbacher.

## Dyskografia

### Albumy
- Sadisfaction (1991)
- Masters of Chant (1999) – złota płyta w Polsce[2]
- Masters of Chant Chapter II (2001)
- Masters of Chant Chapter III (2002)
- Masters of Chant Chapter IV (2003)
- The Dark Side (2004)
- The Masterpieces (2005)
- Masters of Chant Chapter V (2006)
- Christmas Chant (2006)
- Masters of Chant Chapter VI (2007)
- Masters of Chant Chapter VII (2009)
- The Dark Side of the Chant (2010)
- Masters of Chant Chapter VIII (2011)
- Epic Chants (2012)
- Masters of Chant Chapter IX (2013)
- Masters of Chant the Final Chapter (2015)
- Holy Chants (2017)
- 20/2020 (2019)
- Pure Chants (2021)
- Pure Chants II (2022)
- 25/2025 (2024)

### Albumy limitowane
- The Dark Side – Special Rock Edition (2004)
- Masters Of Chant Chapter V – Limited Dark Edition (2006)
- Masters Of Chant Barnes & Noble Edition (2008)

### Wydania specjalne
- Chants & Mysteries EARBOOK (2007)

### Single
- So Sad (1991)
- Once In A Lifetime (1991)
- Masters Of Chants (1999)
- Losing My Religion (1999)
- Still Haven't Found What You're Looking For CD 1 (2000)
- Still Haven't Found What You're Looking For CD 2 (2000)
- Moment Of Peace (2001)
- Voyage Voyage (2001)
- Voyage Voyage (2002)
- Join Me (2003)
- The Gift/Angels (2004)
- Where The Wild Roses Grow (2004)
- Engel (2004)
- Boulevard Of Broken Dreams (2006)
- Viva La Vida (2019)

### DVD
- In Santiago De Compostela (2001)
- Moments Of Peace In Ireland (2001)
- Masters Of Chant Chapter III (2002)
- The Masterpieces Live in Prague (2005)
- Masters Of Chant Live At Kreuzenstein Castle (2007)
- Masters Of Chants Live At Kreuzenstein Castle USA EDITION (2008)
- Christmas Chants And Vision (2008)